# ノートン (ソフトウェア)
ノートン（Norton）は、ジェン・デジタル（旧・ノートンライフロック）のソフトウェアのブランドである。1990年にシマンテックに買収されて以来、ノートンブランドの製品はコンピュータセキュリティや個人情報保護に特化している。

## 歴史
ノートンブランドは、ピーター・ノートンが1982年に設立したピーター・ノートン・コンピューティングが発祥である。同社が開発していたのはノートン ユーティリティーズなどのDOS向けのユーティリティソフトウェアで、アンチウィルスソフトウェアは含まれていなかった。
1990年に同社はシマンテックに買収され、「ピーター・ノートン・コンサルティング・グループ」に改称した。シマンテックは、自社で開発したアンチウィルスソフトウェアやデータ管理ソフトウェアに「ノートン」の名を冠し、パッケージにピーター・ノートンの肖像を使って販売した。
1991年初頭、シマンテックはノートン アンチウイルスバージョン1.0を発売した。その後、アップデートや機能拡充を重ね、コンピュータセキュリティソフトをまとめたノートン インターネットセキュリティとなった。2014年、シマンテックは事業を2つに分割した。
一つはセキュリティ、もう一つは情報管理に特化したもので、ノートンは前者に含められた。

## 製品とサービス
ノートンブランドの製品は、パソコン（PC）・サーバ機器・モバイル機器向けのセキュリティツールが主である。
ノートンブランドの主力製品はノートン セキュリティであり、アンチウイルス、パーソナルファイアウォール、スパムメールフィルタ、フィッシング保護などのソフトウェアが含まれている。2014年9月に発売され、それまでのノートン 360、ノートン インターネットセキュリティ、ノートン アンチウイルスを置き換えた。
1990年代には、コンピュータシステムが2000年問題に対応しているかを確認するためのソフトウェアを提供した。

### ノートン ガイド
ピーター・ノートン・コンピューティングは1985年にノートン ガイド(Norton Guides)を開発した。これは、プログラマ用エディタから呼び出してアセンブリ言語やその他のリファレンス情報を表示できるようにしたTSRプログラムであり、リファレンス情報をソフトウェア開発環境に組み込んだ最初の商用製品の例である。